# Tatarskoje (obwód kostromski)
Tatarskoje (ros. Татарское) – wieś (dieriewnia) w Rosji, w obwodzie kostromskim, w rejonie nieriechckim. W 2010 liczyła 717 mieszkańców.